# 中小企業等協同組合法
中小企業等協同組合法（ちゅうしょうきぎょうとうきょうどうくみあいほう、昭和24年6月1日法律第181号）は、「中小規模の商業、工業、鉱業、運送業、サービス業その他の事業を行う者、勤労者その他の者が相互扶助の精神に基き協同して事業を行うために必要な組織について定め、これらの者の公正な経済活動の機会を確保し、もってその自主的な経済活動を促進し、かつ、その経済的地位の向上を図ること」に関する日本の法律である。
具体的には、中小企業等協同組合としての5種類を定め、それを統括する組織として中小企業団体中央会について定めている。

## 改正
平成19年4月1日に「中小企業等協同組合法等の一部を改正する法律」（平成18年6月15日、平成18年法律第75号）が施行され、またこの改正された法律を施行するための関係政省令等も施行された。これにより、「中小企業等協同組合法」に規定する事業協同組合、事業協同小組合、協同組合連合会、企業組合、「中小企業団体の組織に関する法律」に規定する商工組合・連合会、協業組合の運営方法が大きく変わった。

## 構成
- 第1章 総則（第1条・第2条）
- 第2章 中小企業等協同組合
  - 第1節 通則（第3条 - 第9条）
  - 第2節 事業（第9条の2 - 第9条の11）
  - 第3節 組合員（第10条 - 第23条の3）
  - 第4節 設立（第24条 - 第32条）
  - 第5節 管理（第33条 - 第61条の2）
  - 第6節 解散及び清算並びに合併（第62条 - 第69条）
  - 第7節 指定紛争解決機関（第69条の2 - 第69条の5）
- 第3章 中小企業団体中央会
  - 第1節 通則（第70条 - 第73条）
  - 第2節 事業（第74条 - 第75条の2）
  - 第3節 会員（第76条 - 第80条）
  - 第4節 設立（第81条 - 第82条の3）
  - 第5節 管理（第82条の4 - 第82条の12）
  - 第6節 解散及び清算（第82条の13 - 第82条の18）
- 第4章 登記
  - 第1節 総則（第83条）
  - 第2節 組合及び中央会の登記（第84条 - 第95条）
  - 第3節 登記の嘱託（第96条）
  - 第4節 登記の手続等（第97条 - 第103条）
- 第5章 雑則（第104条 - 第111条の2）
- 第6章 罰則（第112条 - 第118条）
- 第7章 没収に関する手続等の特例（第119条 - 第121条）
- 附則